# Kagwema
Kagwema är ett vattendrag i Burundi.   Det ligger i provinsen Mwaro, i den centrala delen av landet, 50 kilometer öster om huvudstaden Bujumbura.
Omgivningarna runt Kagwema är en mosaik av jordbruksmark och naturlig växtlighet. Runt Kagwema är det tätbefolkat, med 383 invånare per kvadratkilometer.